# Bathytoma tippetti
Bathytoma tippetti is een slakkensoort uit de familie van de Borsoniidae. De wetenschappelijke naam van de soort is voor het eerst geldig gepubliceerd in 2004 door Vera-Peláez.